# Joanna Lumley
Joanna Lamond Lumley (Srinagar, Brits-Indië, 1 mei 1946) is een Brits actrice, die vooral bekend is door haar rol als Patsy Stone in Absolutely Fabulous.

## Biografie
Lumley begon als fotomodel en maakte haar filmdebuut als een vrouwelijke robot in de James Bondparodie Some Girls Do (1969). Vervolgens speelde ze in de James Bondfilm On Her Majesty's Secret Service (1969). Haar eerste grote rol was als Purdey in de televisieserie The New Avengers (1976-1977), een vervolgserie van De Wrekers. Daarna had ze een hoofdrol in de sciencefictiontelevisieserie Sapphire & Steel (1979-1982). In de jaren 80 speelde ze in twee Pink Pantherfilms en een filmversie van het toneelstuk Shirley Valentine.
Van 1992 tot 2004 speelde Lumley de rol van de hedonistische Patsy Stone in Absolutely Fabulous. Daarnaast speelde ze onder meer in A Rather English Marriage (waarvoor ze een BAFTA-nominatie voor beste actrice kreeg) en de BBC-series Jam & Jerusalem (2006) en Sensitive Skin (2005-2007). In 1999 speelde ze een vrouwelijke Doctor Who.
Lumley leende haar stem aan AOL, waarvoor ze onder meer "Welcome to AOL" en "You have mail" insprak. Ook leende ze haar stem aan de Tim Burtonfilms James and the Giant Peach (1996) en Corpse Bride (2005). In 2008-2009 zond de BBC een documentairereeks uit, Joanna Lumley in the Land of the Northern Lights, waarin Lumley naar Noord-Noorwegen afreist om het poollicht persoonlijk te ervaren.
Ze heeft ook meerdere boeken geschreven, waaronder twee autobiografieën, Stare Back and Smile: Memoirs (1989) en No Room for Secrets (2005). De biografie Joanna Lumley - The Biography verscheen in 1999.
Joanna Lumley heeft drie keer een BAFTA-prijs gewonnen, in 1993 en 1995 voor Absolutely Fabulous en in 2000 een speciale prijs voor The New Avengers. Ook won ze een British Comedy Award in 1993 voor Absolutely Fabulous. Daarnaast is ze vier keer genomineerd voor een BAFTA-prijs en één keer voor een British Comedy Award.

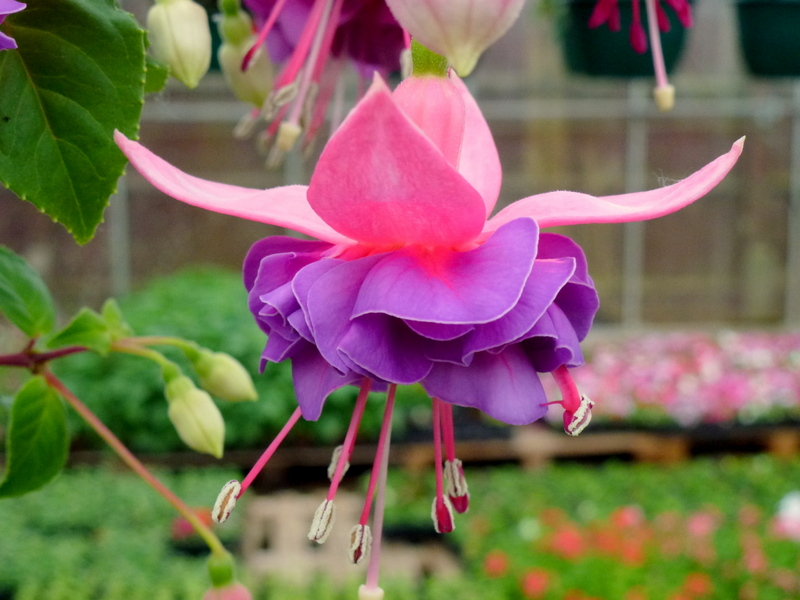
De "Joanna Lumley Fuchsia"

Naast haar werk als actrice is Lumley zeer actief als dierenrechten-, milieu- en mensenrechtenactiviste. Ze steunt de Gurkha Justice Campaign, die gelijke rechten voor zowel Gurkha's als andere Britse militaire veteranen als doelstelling heeft. Verder sponsort ze de Joanna Lumley Fellowship in Environmental Science aan de Universiteit van Oxford.
Lumley is benoemd tot Officier in de Orde van het Britse Rijk en fellow van de Royal Geographical Society. Op de Chelsea Flower Show werd in 2007 een fuchsia naar haar vernoemd. Ze heeft een zoon (1967), twee kleindochters, (2003) en (2004) en is sinds 1985 getrouwd met de componist Stephen Barlow.

## Filmografie

### Film
- Some Girls Do (1969)
- On Her Majesty's Secret Service (1969)
- The Breaking of Bumbo (1970)
- Games That Lovers Play (1970)
- Tam Lin (1970)

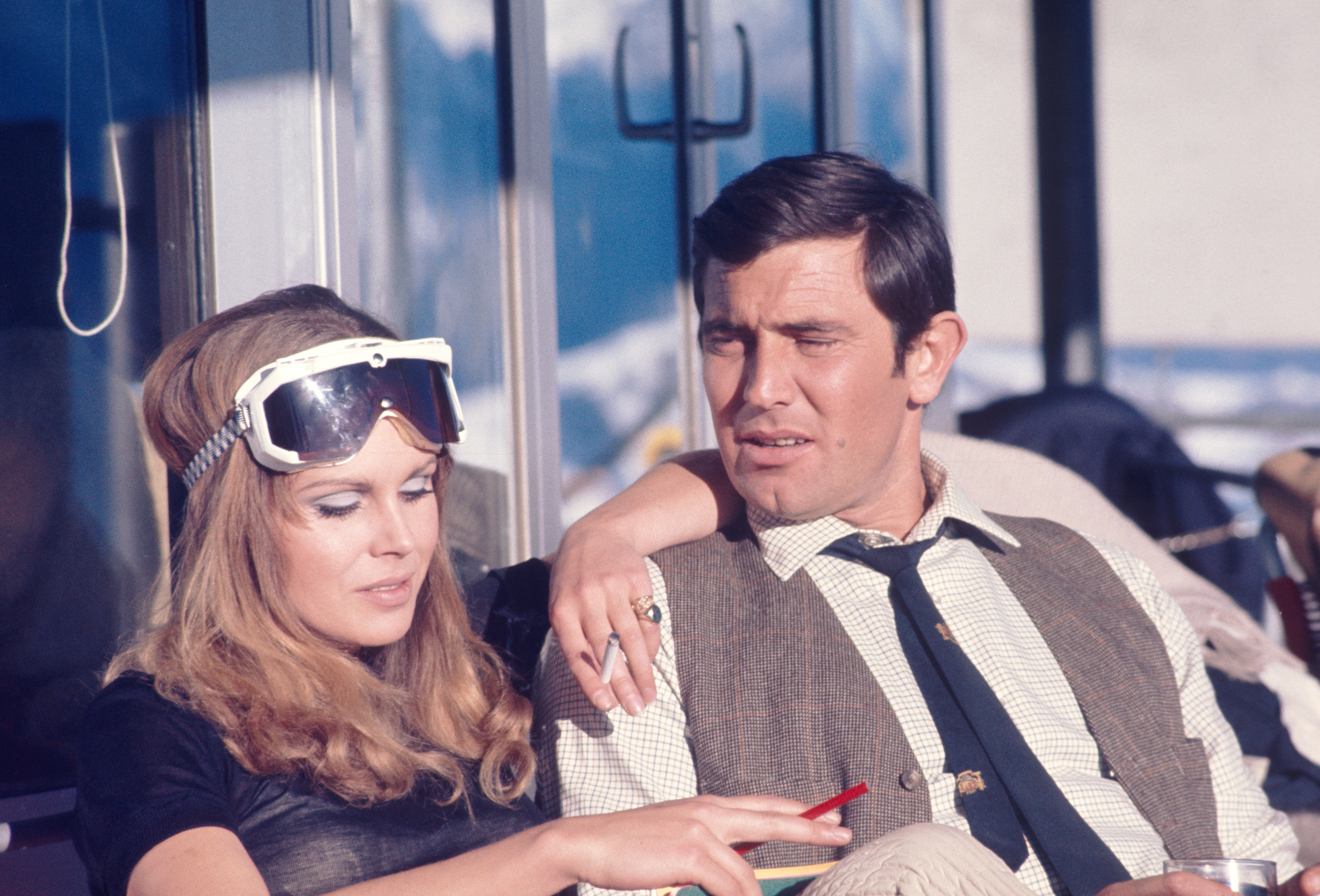
Lumley op de set van On Her Majesty's Secret Service met George Lazenby (1969)

- Don't Just Lie There, Say Something! (1973)
- The Satanic Rites of Dracula (1974)
- Trail of the Pink Panther (1982)
- Curse of the Pink Panther (1983)
- Shirley Valentine (1989)
- Cold Comfort Farm (1995)
- Innocent Lies (1995)
- James and the Giant Peach (1996)
- Prince Valiant (1997)
- Doctor Who and the Curse of Fatal Death (1999)
- Mad Cows (1999)
- Parting Shots (1999)
- Maybe Baby (2000)
- The Cat's Meow (2001)
- Ella Enchanted (2004)
- EuroTrip (2004)
- The Magic Roundabout (2005)
- Corpse Bride (2005)
- Dolls (2006)
- The Wolf of Wall Street (2013)
- Absolutely Fabulous: The Movie (2016)
- Finding Your Feet (2017)
- Paddington 2 (2017)

### Televisie
- Steptoe & Son (1972)
- Coronation Street (1973)
- Are You Being Served? (1973)
- The New Avengers (1976-1977)
- Sapphire & Steel (1979-1982)
- Mistral's Daughter (1984)
- Cluedo (1990)
- Absolutely Fabulous (1992-2004 en 2011-2012)
- Girl Friday (1994)
- Class Act (1994)
- Cold Comfort Farm (1995)
- The Tale of Sweeney Todd (1997)
- Coming Home (1998)
- A Rather English Marriage (1998)
- Dr Willoughby (1999)
- Nancherrow (1999)
- Whispers: An Elephant's Tale (2000)
- Up in Town (2002)
- Top Gear (2004)
- Sensitive Skin (2005)
- Jam and Jerusalem (2006)
- Joanna Lumley in the Land of the Northern Lights (2008-2009)
- Joanna Lumley's Nile (2011)
- Joanna Lumley's Greek Odyssey (2011)
- Mistresses (2011)
- Joanna Lumley's Trans Siberian Adventure (2015)
- Joanna Lumley's Silk Road Adventure (2018)
- Joanna Lumley's Britain (2021)
- Joanna Lumley’s Spice Trial Adventure (2023)
- Wednesday (2025)

## Toneel
- Blithe Spirit
- Hedda Gabler[3] - Dundee Rep
- Noel & Gertie - King's Head
- Private Lives
- The Letter door Somerset Maughan, Lyric Hammersmith, 1995
- Jack and the Beanstalk door Roald Dahl, Royal Albert Hall, december 1996
- The Cherry Orchard - Sheffield Crucible, maart 2007